# Таирян, Нерсес Агаджанович
Нерсес Агаджанович Таирян (1833, Караклис, Грузинская губерния — 1902, Тифлис) — армянский купец и меценат, основатель производства коньяка (бренди) в Армении.

## Биография
Родился в селе Караклис (современный Ванадзор) в 1833 году, окончил Московскую сельскохозяйственную академию, после чего учился во Франции[где?][когда?]. В 1887 году он начал производство коньяка в Эривани.

## Деятельность
В 1870 году Нерсес Таирян переехал в Эривань и по совету своего двоюродного брата, Василия Таирова, занялся винным производством. Он приобрёл земли на территории бывшей Эриванской крепости у братьев Наапета и Айрапета Тер-Овакимовых (Тер-Овакимян). Теперь тут расположен Ереванский коньячно-винно-водочный комбинат «Арарат». Через некоторое время он приобрел часть территории садов Далмы, где были высажены виноградники. В 1874 году заработал «Завод виноделия и водки», в котором также изготавливали дошаб. Построить завод Нерсесу помог знаменитый родственник, художник Иван Айвазовский.
Продукция завода стала довольно популярной, и вскоре Нерсес Таирян решил начать производство бренди по французской технологии. Эту идею ему подкинул Василий Таиров, порекомендовав использовать современные технологии. Для этого были закуплены два шарантских аппарата для перегонки виноградного спирта и построены новые цеха для выдержки продукции и изготовления дубовой тары.
В 1887 году началось производство армянского коньяка под названием "Коньяк: Компания Н.Таирова в Эривани". В 1892 году на должность главного технолога был приглашен Мкртич Мусинян, уроженец Эривани, выпускник Академии виноделия во французском Монпелье. Ему удается довести качество производства до самого высокого уровня, и в 1900, созданный Мусиняном марочный коньяк "Отборный Фин-Шампайн" удостаивается Гран-при на международной выставке в Париже.
Проблемы с логистикой (железная дорога Эривань-Тифлис только начала строиться), и ухудшившееся здоровье заставило Нерсеса Таиряна сдать в 1898 году в аренду свой завод Николаю Шустову. А в 1899 году Нерсес Таирян окончательно продал свой завод за 50 тысяч рублей и переехал в Тифлис, где умер в 1902 году.

## Личная жизнь
Жена - Джаваир Таирян. Детей не было.
Своё значительное состояние Нерсес частично завещал родным, а значительную часть пожертвовал Армянской апостольской церкви, Эриванской женской гимназии и детскому дому в Каракилисе, который действует и сейчас и носит его имя.